# Paweł Korycki
Paweł Korycki (ur. 30 sierpnia 1976) – polski judoka, zawodnik brazylijskiego jiu-jitsu oraz trener.
Były zawodnik klubów: WTJ Włocławek (1991-1998), KS AZS-AWF Wrocław (1999). Brązowy medalista zawodów pucharu świata w judo w kategorii do 90 kg ('s-Hertegenbosch 1998). Mistrz Polski seniorów 1995 oraz brązowy medalista mistrzostw Polski seniorów 1997 w judo (oba medale w kategorii do 86 kg). Ponadto m.in. mistrz Europy seniorów 2009 i wicemistrz Europy seniorów 2011 w brazylijskim jiu-jitsu (BJJ). Trener BJJ w centrum WroX Gym we Wrocławiu.